# Hyponerita incerta
Hyponerita incerta là một loài bướm đêm thuộc phân họ Arctiinae, họ Erebidae.